# Julien Ngoy
Julien Fontaine Ngoy Bin Cibambi, noto semplicemente come Julien Ngoy (Anversa, 2 novembre 1997), è un calciatore belga, attaccante del Malines.

## Caratteristiche tecniche
È un centravanti.

## Carriera

### Club
Cresciuto nelle giovanili dello Stoke City, ha esordito il 10 dicembre 2016 in un match perso 3-1 contro l'Arsenal.

### Nazionale
Ha giocato nelle nazionali giovanili belghe Under-16, Under-17 ed Under-21.

## Statistiche

### Presenze e reti nei club
Statistiche aggiornate al 21 ottobre 2018.
| Stagione          | Squadra           | Campionato        | Campionato | Campionato | Coppe nazionali | Coppe nazionali | Coppe nazionali | Coppe continentali | Coppe continentali | Coppe continentali | Altre coppe | Altre coppe | Altre coppe | Totale | Totale |
| Stagione          | Squadra           | Comp              | Pres       | Reti       | Comp            | Pres            | Reti            | Comp               | Pres               | Reti               | Comp        | Pres        | Reti        | Pres   | Reti   |
| ----------------- | ----------------- | ----------------- | ---------- | ---------- | --------------- | --------------- | --------------- | ------------------ | ------------------ | ------------------ | ----------- | ----------- | ----------- | ------ | ------ |
| 2016-2017         | Stoke City        | PL                | 5          | 0          | FACup+CdL       | 1+2             | 0               | -                  | -                  | -                  | -           | -           | -           | 8      | 0      |
| 2017-gen. 2018    | Stoke City        | PL                | 1          | 0          | FACup+CdL       | 0+1             | 0               | -                  | -                  | -                  | -           | -           | -           | 2      | 0      |
| Totale Stoke City | Totale Stoke City | Totale Stoke City | 6          | 0          |                 | 4               | 0               |                    | -                  | -                  |             | -           | -           | 10     | 0      |
| gen.-giu. 2018    | Walsall           | FL1               | 13         | 3          | FACup+CdL       | -               | -               | -                  | -                  | -                  | -           | -           | -           | 13     | 3      |
| 2018-2019         | Grasshoppers      | SL                | 6          | 0          | CS              | 1               | 0               | -                  | -                  | -                  | -           | -           | -           | 7      | 0      |
| Totale carriera   | Totale carriera   | Totale carriera   | 25         | 3          |                 | 5               | 0               |                    | -                  | -                  |             | -           | -           | 30     | 3      |